# Luigi Liverzani

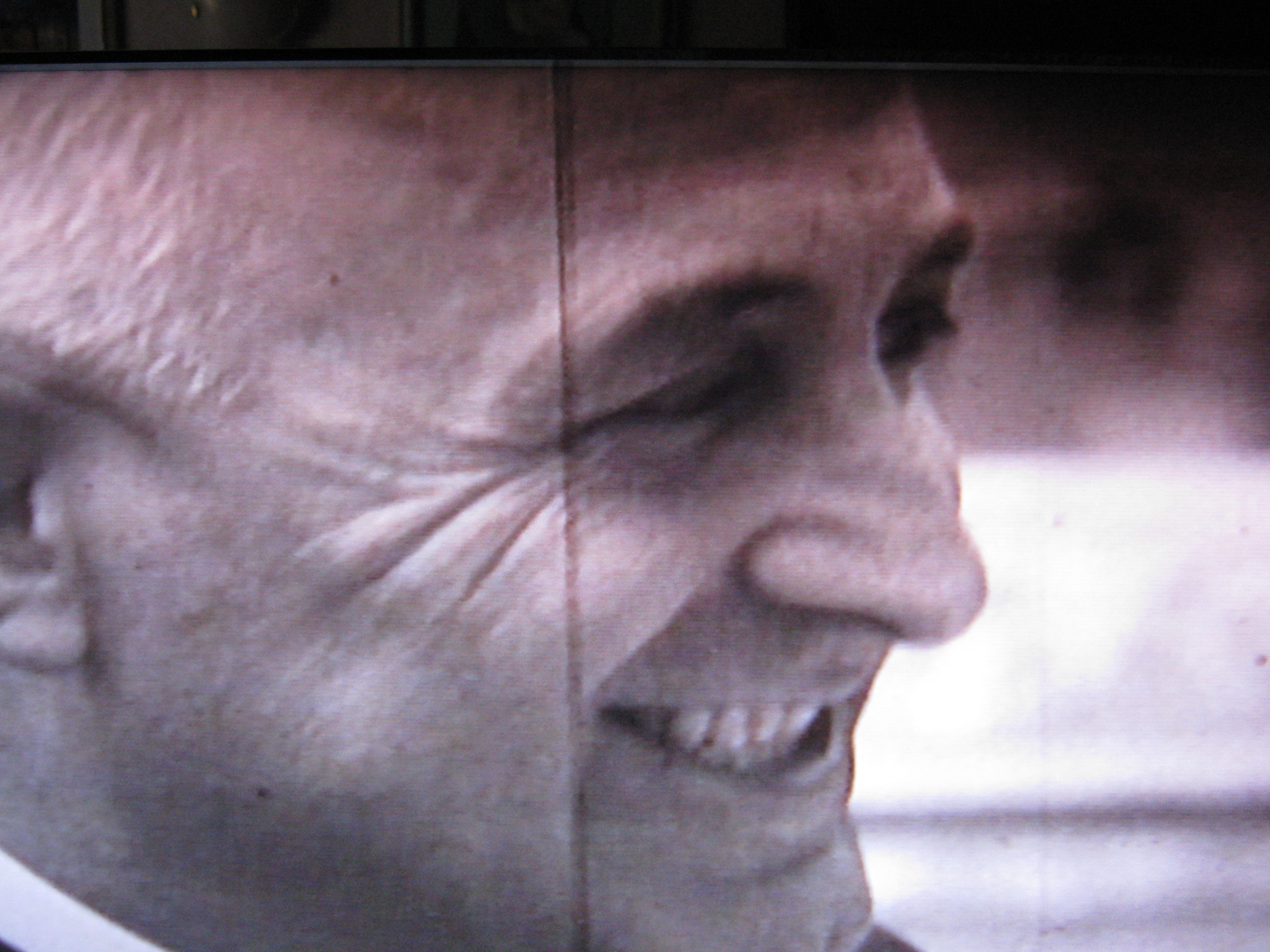
Luigi Liverzani, 1964

Luigi Liverzani (* 7. Juli 1913 in Granarolo Faentino, Faenza; † 5. Mai 1995 in Frascati) war ein italienischer Bischof.
Liverzani wurde am 23. Juli 1939 von Antonio Scarante, Bischof von Faenza, zum Priester geweiht. Papst Johannes XXIII. ernannte ihn am 23. Mai 1962 zum ersten Diözesanbischof von Frascati. Amleto Giovanni Cicognani, der Kardinalbischof von Frascati, dessen Vorgänger zuvor auch die pastoralen Aufgaben übernahmen, spendete ihn am 25. Juli 1962 die Bischofsweihe. Mitkonsekratoren waren Giuseppe Battaglia, Bischof von Fraenza, und Paolo Babini, Bischof von Forlì. Er nahm an allen vier Sitzungen des zweiten Vatikanischen Konzils teil. Am 11. November 1989 nahm Papst Johannes Paul II. seinen Rücktritt an.